# Єршицький район
Єршицький район (рос. Ершичский район) — адміністративна одиниця Смоленської області Російської Федерації.
Адміністративний центр — Єршичі.

## Географія
Розташований район на крайньому півдні Смоленської області. Площа території — 1039 км². Межує з Шумяцьким районом на північному заході, Рославльським районом на північному сході, Брянською областю на півдні і сході і Республікою Білорусь на заході.

## Історія
Створено в 1929 на території частини Рославльського повіту Смоленської губернії. Скасовано в 1932 році, територія передана Рославльському і Клетнянському районам. Відновлено в 1935 році. В 1963 році приєднано до Шумяцького району. Відновлено в 1972 році.

## Адміністративний поділ
До складу району входять 9 сільських поселень:
| Муніципальне утворення           | Чисельність населення, ос. | Площа, км² | Адміністративний центр |
| -------------------------------- | -------------------------- | ---------- | ---------------------- |
| Єршицьке сільське поселення      | 3,973 тис.                 | 197,65     | село Єршичі            |
| Беседковське сільське поселення  | 0,444 тис.                 | 121,97     | село Литвиновка        |
| Воргинське сільське поселення    | 1,231 тис.                 | 13,93      | село Ворга             |
| Єгоровське сільське поселення    | 0,3 тис.                   | 79,89      | село Єгоровка          |
| Кузьмицьке сільське поселення    | 0,629 тис.                 | 79,44      | село Кузьмичі          |
| Посьолковське сільське поселення | 0,354 тис.                 | 113,25     | село Посьолки          |
| Руханське сільське поселення     | 1,057 тис.                 | 146,33     | село Рухань            |
| Сеннянське сільське поселення    | 0,3 тис.                   | 61,31      | село Лужна             |
| Сукромлянське сільське поселення | 0,343 тис.                 | 109,16     | село Сукромля          |